# Chengam
Chengam é uma panchayat (vila) no distrito de Tiruvanamalai, no estado indiano de Tamil Nadu.

## Geografia
Chengam está localizada a 12° 18′ N, 78° 48′ L. Tem uma altitude média de 272 metros (892 pés).

## Demografia
Segundo o censo de 2001,  Chengam  tinha uma população de 23,200 habitantes. Os indivíduos do sexo masculino constituem 50% da população e os do sexo feminino 50%. Chengam tem uma taxa de literacia de 65%, superior à média nacional de 59.5%; with male literacy of 72% and female literacy of 58%. 12% da população está abaixo dos 6 anos de idade.